# 990年
| 千纪： | 1千纪 |
| 世纪： | 9世纪 \| 10世纪 \| 11世纪                                                                                    |
| 年代： | 960年代 \| 970年代 \| 980年代 \| 990年代 \| 1000年代 \| 1010年代 \| 1020年代                                 |
| 年份： | 985年 \| 986年 \| 987年 \| 988年 \| 989年 \| 990年 \| 991年 \| 992年 \| 993年 \| 994年 \| 995年              |
| 纪年： | 庚寅年（虎年）；于阗天兴五年；契丹統和八年；北宋淳化元年；大理明聖二年；越南兴统二年；日本永祚二年，正曆元年 |

## 大事记
- 维京人抵达美洲。
- 1月1日——基輔羅斯採用儒略曆。
- 基輔羅斯大公弗拉基米爾一世·斯維亞托斯拉維奇迎娶拜占庭帝國安娜公主，使基輔羅斯得以被解釋為東羅馬帝國的繼承人。

## 出生
- 张先